# 舌齒擬鯥
舌齿拟鯥，是发光鲷科擬鯥屬一种，分布于太平洋西部及印度洋东部海域。模式产地为菲律宾北三寶顏省。

## 形态特征
体长41-86毫米。体中等宽度，头背隆起。臀鳍Ⅱ+7。胸鳍具有14—16条鳍条，其长度是体长的24—28.5%。鳃耙16—20。伪鳃鳃丝15—25，数量随体型增大而增加。臀鳍第一鳍担骨长直，纤细，具狭窄中空的顶端。犁骨宽，三角形，后部圆形，具许多颗粒状齿。腭和外翼骨有2-4排颗粒状齿。舌中央有密集的颗粒状齿。眼径为体长的11.7—13.3%。耳石致密，长与高之比为1.6—1.7。